# Liste der denkmalgeschützten Objekte in Kdyně
Grundlage dieser Liste der denkmalgeschützten Objekte in Kdyně ist die ÚSKP-Liste (Ústřední seznam kulturních památek České republiky, deutsch Zentrale Liste der Kulturdenkmäler der Tschechischen Republik), die von der tschechischen Denkmalschutzbehörde NPÚ (Národní památkový ústav, deutsch Nationale Denkmalbehörde) seit 1987 geführt wird und an die seit dem Jahr 1850 geschaffenen Listen anschließt.

## Denkmalgeschützte Objekte nach Ortsteilen

### Kdyně
| Lage                                                       | Objekt                 | Beschreibung                                                                  | ÚSKP-Nr.                  | Bild           |
| ---------------------------------------------------------- | ---------------------- | ----------------------------------------------------------------------------- | ------------------------- | -------------- |
| Kdyně, Americká 62 (Standort)                              | Einfamilienhaus        |                                                                               | 41328/4-2113 Info Katalog | BW             |
| Kdyně, Komenského, zwischen Nr. 229 und Nr. 250 (Standort) | Nepomukkapelle         |                                                                               | 41949/4-4543 Info Katalog | BW             |
| Kdyně, Starokdyňská 89 (Standort)                          | Einfamilienhaus        |                                                                               | 35204/4-2114 Info Katalog | BW             |
| Kdyně, Masarykova 12 (Standort)                            | Synagoge               |                                                                               | 11831/4-5097 Info Katalog | Synagoge       |
| Kdyně, neben der Kirche (Standort)                         | Kapelle Mater Dolorosa | Beginn 19. Jahrhundert                                                        | 23906/4-2117 Info Katalog | BW             |
| Kdyně, auf dem Friedhof (Standort)                         | St. Nikolauskirche     | erbaut zweite Hälfte 14. Jahrhundert, erweitert 18. Jahrhundert, barockisiert | 26888/4-2110 Info Katalog | weitere Bilder |
| Kdyně, Nádražní 313 (Standort)                             | Wäscherei              |                                                                               | 25970/4-2116 Info Katalog | BW             |

### Modlín
| Lage                | Objekt             | Beschreibung | ÚSKP-Nr.            | Bild |
| ------------------- | ------------------ | ------------ | ------------------- | ---- |
| Modlín 7 (Standort) | Abdeckerei U Bartu |              | 104301 Info Katalog | BW   |

### Podzámčí
| Lage                                          | Objekt    | Beschreibung                                                   | ÚSKP-Nr.                  | Bild           |
| --------------------------------------------- | --------- | -------------------------------------------------------------- | ------------------------- | -------------- |
| auf dem Berg westlich von Podzámčí (Standort) | Burg      | Burg Rýzmberk (deutsch: Riesenberg), erbaut im 13. Jahrhundert | 104301 Info Katalog       | weitere Bilder |
| nordöstlich von Podzámčí (Standort)           | Burgstall | archäologische Spuren                                          | 24619/4-2128 Info Katalog | BW             |
| Podzámčí 1 (Standort)                         | Bauernhof |                                                                | 32640/4-2040 Info Katalog | Bauernhof      |
| Podzámčí 18 (Standort)                        | Bauernhof |                                                                | 26108/4-2042 Info Katalog | BW             |
| Podzámčí 29 (Standort)                        | Bauernhof |                                                                | 35552/4-2043 Info Katalog | BW             |
| Podzámčí 14 (Standort)                        | Bauernhof |                                                                | 34532/4-2041 Info Katalog | BW             |

### Prapořiště
| Lage                     | Objekt    | Beschreibung | ÚSKP-Nr.                  | Bild |
| ------------------------ | --------- | ------------ | ------------------------- | ---- |
| Prapořiště 22 (Standort) | Bauernhof |              | 25061/4-2192 Info Katalog | BW   |